# Hauffenia kerschneri
Hauffenia kerschneri is een slakkensoort uit de familie van de Hydrobiidae. De wetenschappelijke naam van de soort is voor het eerst geldig gepubliceerd in 1930 door S. Zimmermann.